# Вулиця Коцюбинського (Кременчук)
Ву́лиця Коцюби́нського — одна з вулиць Кременчука. Протяжність близько 650 метрів.

## Розташування
Вулиця розташована у центрі міста. Починається з площі Перемоги та прямує на північний захід, де входить у вул. Полковника Гегечкорі. Вулиця проходить між вул. Іонінською та вул. Перемоги і паралельна їм.
Проходить крізь такі вулиці (з початку вулиці до кінця):
- Ігоря Сердюка
- Гоголя
- Троїцька
- Полковника Гегечкорі

## Будівлі та об'єкти

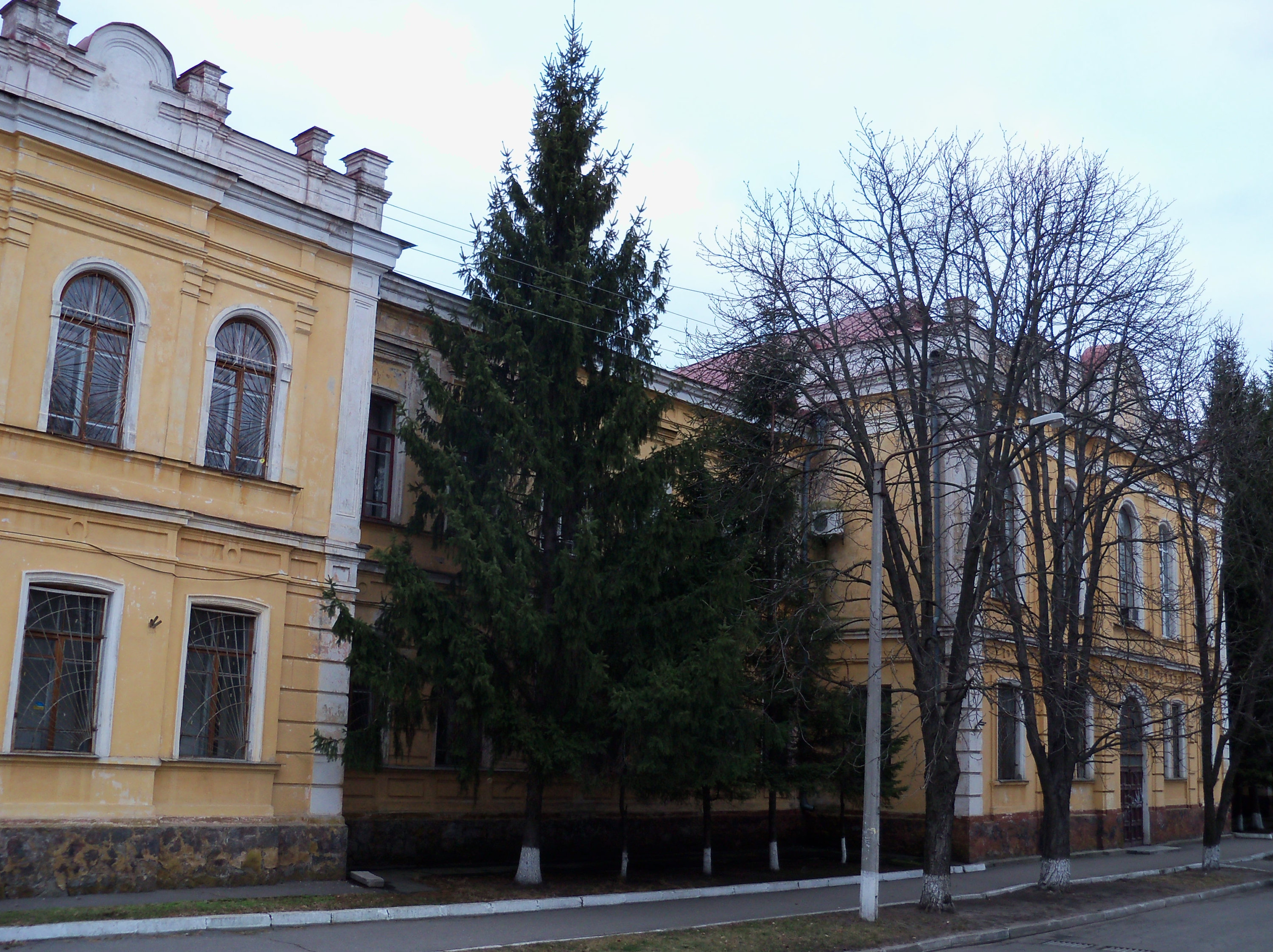
Будівля колишнього Олександрівського реального училища

- Буд. № 4 — Кременчуцька міська художня галерея[3]
- Буд. № 12 — Комплекс споруд Кременчуцького училища цивільної авіації. 1 навчальний корпус колишнього Олександрівського реального училища[2]

## Історія
Заселення цього району почалося у XVIII століття, на залишках фортеці, тут був побудований будинок, де квартирував генерал-губернатор. Із зовнішнього боку земляних валів розташовувалася широка незабудована смуга — Гласіс. А далі — кілька укріплених поселень, форштадов, зосереджених вздовж дороги в сотенне містечко Власівка. Від гласіса відповідно до палну 1774 року прокладають дві паралельні вулиці, які отримали пізніше назви Мала Успенська (Штабна) і Набережна (Коцюбинського). Вони закінчувалися на заливних луках річки Кагамлик. Близькість цього району до фортеці визначала характер його забудови у другій половині XVIII століття. Навпаки фортеці, приблизно у дворі сучасного готелю «Кремінь», знаходився будинок генерал-губернатора. А на березі Дніпра у 1783–1787 рр. були збудовані губернські державні установи для перебування органів управління Новоросійської губернії, а пізніше — Катеринославського намісництва.
На початку XIX ст. на місці садиби губернських державних установ розплановується велика площа для торгівлі спиртом. Площа називалася Винна або Скатна (за радянських часів Сквер Піонерів). Вона тягнулася від дніпровського берега до Малої міщанської вулиці (так стала називатися Набережна). Сама ж вулиця була продовжена до створюваної Олександрівської площі (зараз площа Перемоги).
1841 року на Винній площі розпочалось спорудження Головного штабу інспектора резервної кавалерії і поселених військ.

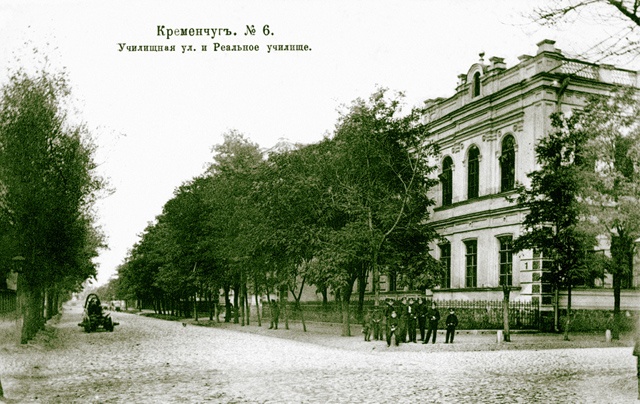
Будівля Кременчуцького Олександрівського реального училища на листівці початку XX століття

1873 року на вулиці Коцюбинського було засноване Олександрівське реальне училище. Воно стало першим середнім навчальним закладом у місті.

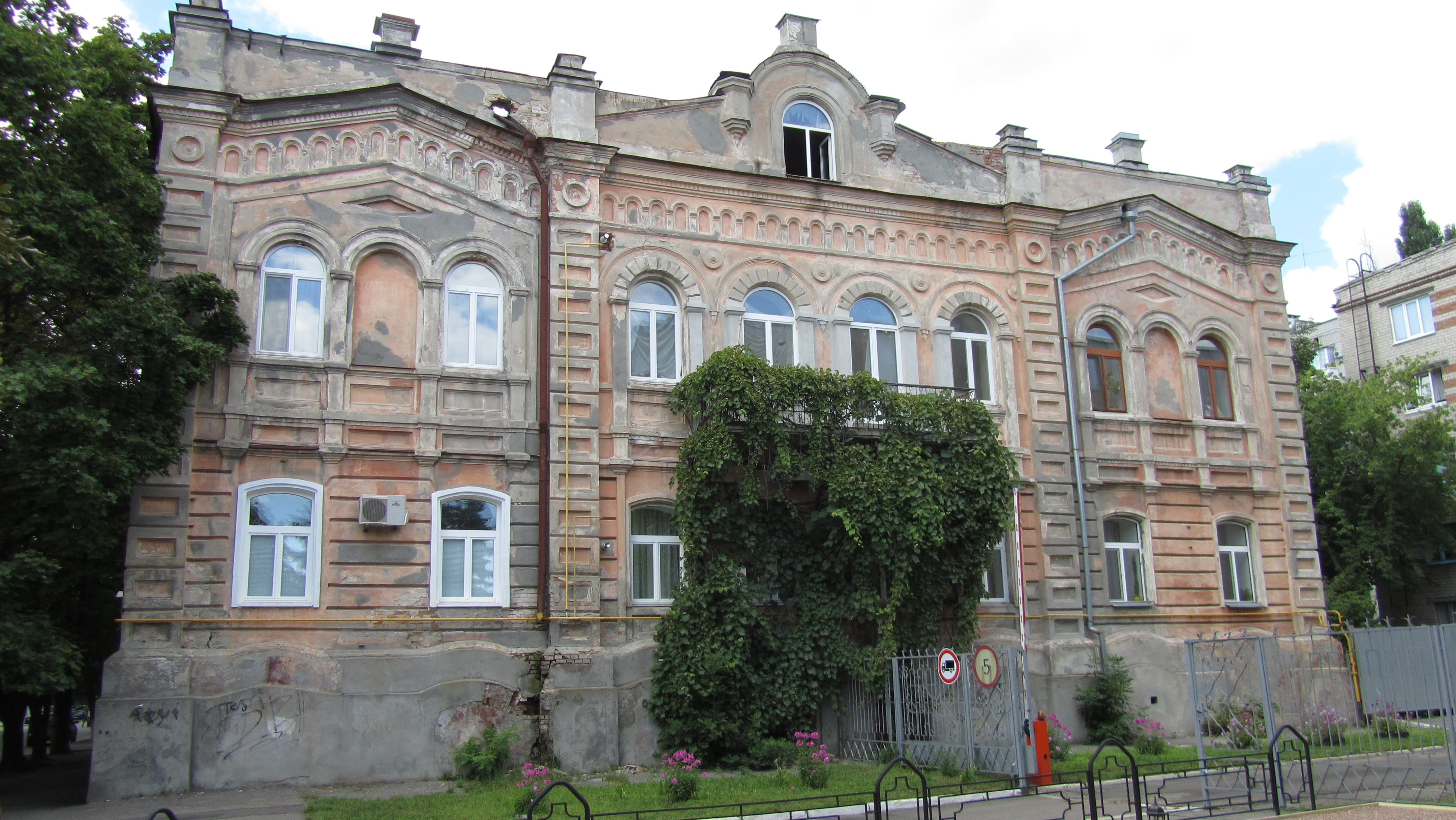
Вул. Коцюбинського, 2. Зараз житловий будинок. В цьому будинку розміщувалось до революції 1917 року Кременчуцьке повітове земство

Кременчуцька повітова земська управа — сьогодні житловий будинок Перший міський архітектор Д. Ткаченко, під керівництвом якого проходило будівництво, отримав пізніше звання академіка архітектури за будівлі, виконані в Україну.
Після скасування поселень міська влада хотіла відкрити у штабних будівлях чоловічу гімназію, але військове відомство не побажало розлучатися зі своєю власністю і перевело до Кременчука госпіталь. В кінці 19 ст. міська дума під тиском громадськості розбиває на скатній площі перед будівлями госпіталю сквер, який в пам'ять про Головний штаб називають штабний.
Незадовго до Другої світової війни поряд з будівлею Олександрівського реального училища побудували гуртожиток. Відступаючи, німці будинок спалили. В обгорілій коробці розташувалася ґудзикова фабрика, а після відновлення будівлі — з 1961 року Кременчуцьке льотне училище цивільної авіації. У 1988 році поруч зі старим будинком побудували новий навчальний корпус. Для його будівництва довелося знести єдиний вцілілий на вулиці особняк — будинок князя Срібного.
У повоєнні роки вулиця Коцюбинського активно забудовується, споруджуються житлові будинки, в одному з них з кінця 70-х знаходиться виставковий зал Кременчуцького відділення Спілки художників України.